# Бой у полуострова Цзюлун
Бой у полуострова Цзюлун — морской бой в ходе Первой опиумной войны, произошёл 4 сентября 1839 года между британскими и китайскими кораблями. (В настоящее время этот полуостров большей частью входит в состав специального административного района Гонконг провинции Гуандун). Бой стал первым вооружённым столкновением Первой опиумной войны. Британские лодки открыли огонь по китайским джонкам, пытавшимся претворить в жизнь запрет на продажу продовольствия британской общине. Приказ об эмбарго был отдан после гибели местного жителя китайца в пьяной драке с британскими моряками. Китайские власти не были удовлетворены наказанием наложенным со стороны британских властей и чтобы добиться выдачи преступников наложили эмбарго. В ответ британцы вызвали находившиеся вблизи военные корабли, чтобы вынудить китайцев отменить эмбарго.
Чтобы снабдить пищей соотечественников Чарльз Эллиот, главный суперинтендант, ответственный за британскую торговлю в Китае, отправил к [полуострову] Цзюлун куттер «Луиза» со шхуной «Пирл» и шлюпку с фрегата HMS Volage. Встретив китайские джонки Эллиот отправил к ним переводчика Карла Гюцлафа с требованием восстановить снабжение продовольствием. После нескольких часов безрезультатного обмена сообщениями Эллиот отправил ультиматум: если [британская община] не получит продовольствия джонки будут потоплены. Так и не дождавшись ответа, британцы открыли огонь по джонкам, которые в ответ тоже начали обстрел, поддержанный огнём берегового форта. В ходе боя более крупные джонки начали преследование британских лодок, которые ушли, исчерпав боезапас. Однако пополнив боеприпасы, британцы вновь вступили в бой, китайцы отошли на свои прежние позиции и бой закончился патом.

## Предисловие
7 июля 1839 года моряки с судов «Carnatic» и «Mangalore» (оба судна принадлежали компании Jardine, Matheson & Co.) сошли на берег в Цзюлуне и присоединились там к морякам с британских и американских судов. Группа матросов, напившись самчу (рисовый ликёр) устроила в деревне Чимсачёй пьяный дебош в ходе которого был избит местный житель Лин Вейси, умерший на следующий день. Чарльз Эллиот предложил награду в 200 долларов за доказательства, которые приведут к осуждению виновных в убийстве и 100 долларов за доказательства, изобличающие зачинщиков дебоша. Он также передал компенсацию в 1.500 долларов для семьи Лина, 400 долларов взятки, чтобы «низшие чиновники (мандарины)» (по его словам) не отобрали деньги у семьи Лина и раздал сотню долларов жителям деревни.
В отличие от английских законов по китайским законам за преступление несёт ответственность сообщество, а не отдельные личности. Имперский комиссар Линь Цзэсюй потребовал казни виновника преступления и был готов отправить на эшафот любого моряка, виновного или нет для урегулирования вопроса. 12 августа согласно акту парламента 1833 года Эллиот собрал суд уголовной и адмиралтейской юрисдикции на борту корабля «Форт-Уильям» в заливе Виктория, сам он выступил в роли судьи а группа торговцев в роли присяжных. Два человека были сочтены виновниками дебоша, приговорены к 15 фунтам штрафа каждый и к трём месяцам тяжёлого труда в Англии. Три человека, которых суд счёл виновными в нападении и дебоше были приговорены к штрафу в 25 фунтов каждый и к шести месяцам заключения на схожих условиях. Тем не менее, поскольку акт находился в процессе пересмотра осужденные, прибыв в Англию, были освобождены от ответственности, на основании, что у суда не было полномочий их судить. Эллиот пригласил Линя Цзэсюя отправить наблюдателей на суд, но никто не прибыл. Линь не был удовлетворён разбирательством, поскольку никого не выдали китайцам. Он считал, что экстерриториальный суд нарушает суверенитет Китая.
15 августа Линь выпустил эдикт, запрещающий продажу продовольствия британцам. На следующий день китайские рабочие, трудившиеся на британцев в Макао, были отозваны. В бухты вдоль Жемчужной реки прибыли военные джонки с предупреждением, что ручьи с пресной водой отравлены. 24 августа португальский губернатор Макао дон Адрайо Акайо да Сильвейра Пинто объявил, что китайские власти приказали ему изгнать британцев из колонии. Он также предупредил Ланселота Дента из британского торгового дома Dent & Co., что китайцы планируют захват британской недвижимости в Макао. 25 августа бывший суперинтендант Джон Астрелл приказал Эллиоту, чтобы все британцы эвакуировались из Гонконга. К концу месяца 2 тыс. человек свыше, чем на 60 кораблях оказались в Гонконгском заливе без свежей воды и пищи. На кораблях находились европейские торговцы, ласкары, десятки семей британцев. 30 августа в Гонконг отправился 28-и пушечный фрегат «Volage» под командой капитана Генри Смита, который был старым другом Эллиота ещё по службе на Вест-индской станции. Эллиот предупредил власти Цзюлуна, о неизбежном возникновении проблем, при продолжении эмбарго против торгового флота.

## Сражение

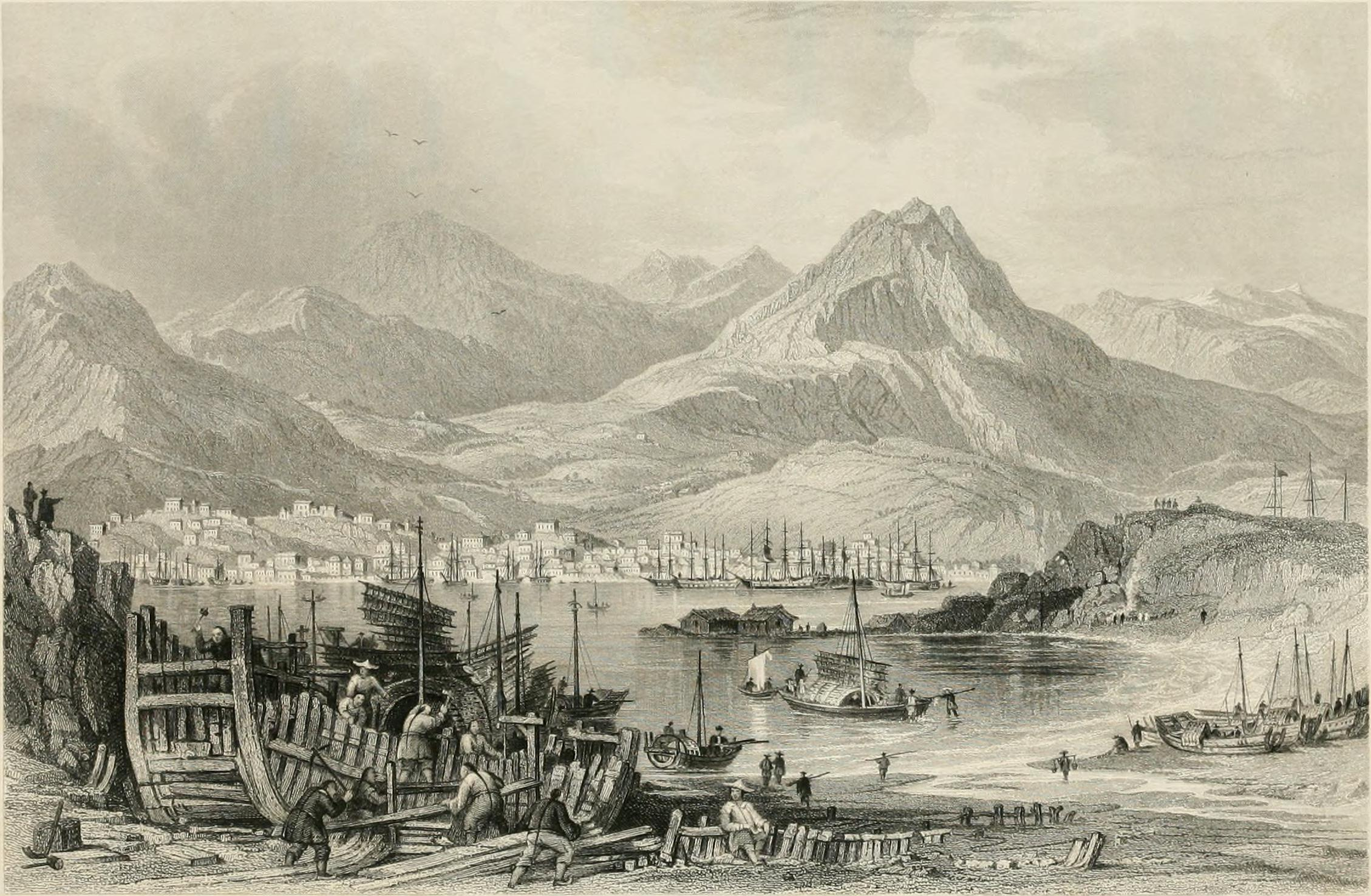
Вид на остров Гонконг из Цзюлуна в 1841 году

4 сентября Эллиот отправил в Цзюлун куттер «Луиза» с грузом продовольствия. Куттер сопровождали вооружённая шхуна «Пирл» и пинас от фрегата Volage капитана Смита. По прибытии они встретили три китайские военные джонки, стоящие на якоре, их присутствие делало невозможным регулярное снабжение продовольствием. Эллиот отправил переводчика Карла Гюцлафа на небольшой лодке с двумя людьми на джонку, стоящую в центре. Эллиот полагал, что командование находится на этой джонке ввиду её размеров и превосходящего оснащения. Гюцлаф захватил с собой два документа Эллиота, переведённые им. Они включали требование на восстановление снабжения продовольствием и призыв не повторять отравление родников колонии. После того как китайский представитель прочёл сообщения он сообщил Гюцлафу, что они не располагают полномочиями восстановить продажи продовольствия, но они готовы передать дело на рассмотрение в более высокие инстанции. На это Гюцлаф ответил: «Допустим, вы окажетесь без еды на какое-то время и вам нельзя её покупать, вы будете ждать пока дело будет передано высшим властям или достанете её всеми доступными вам средствами?». На это китайцы ответили: «Конечно, никто не захочет голодать, а необходимость не знает законов». Они отправили Гюцлафа на другую джонку, где по их словам находился морской офицер. Местным китайским командиром был подполковник Ли Энжу.  
Прибыв на другую джонку, Гюцлаф повторил требование разрешить людям выходить и продавать продукты. Он периодически крейсировал между британцами и китайцами, повторяя детали бесед с Эллиотом. Он также принёс 200 долларов и сказал китайцам, что они не уедут без припасов. Вскоре китайские солдаты отправились на лодке, чтобы проконсультироваться с офицером в соседнем форте, и пообещали передать о его мнении.; Казалось, что ничего нельзя было сделать, если об этом не доложить заместителю комиссара, который проживал по соседству, и не получить разрешение от самого полномочного представителя. После того как китайцы спросили его о запрошенных британцами наименованиях, Гюцлаф составил список. Ему ответили, что эти вещи нельзя будет достать, но для удовлетворения насущных потребностей  будут предоставлены другие наименования. По словам Гюцлафа, это был «всего лишь манёвр», чтобы выиграть время для укрепления форта. Он доложил: «После самого трогательного обращения к их чувствам и описания бедствий, неминуемо последующих за их упорством, я оставил их и вернулся на борт куттера».
После пяти-шести часов «задержек и раздражающих увёрток», как это назвал Эллиот, он послал шлюпку к отдалённой части берега с деньгами для покупки провизии. Провизия была куплена, но представители мандаринов вынудили вернуть покупки . В своём докладе Эллиот отметил, что узнав об этом был «крайне рассержен» и приказал обстрелять джонки, что стало первым вооружённым конфликтом Первой опиумной войны. Согласно показаниям очевидца, юного чиновника суперинтендантства Адама Элмсли, в два часа пополудни Эллиот послал сообщение китайцам, предупреждая, что если они не получат провизии в течение получаса, то потопят джонки. С истечением срока ультиматума Смит приказал команде своего пинаса открыть огонь. Элмсли отметил:      

Затем джонки подтянули свои абордажные сети и вступили с нами в бой, с расстояния половины пистолетного выстрела. Наши оружия имели достаточный боезапас из ядер и виноградной картечи. После первого нашего выстрела они повели по нам плотный и  точный огонь из всех своих орудий (на каждой джонке было по 10 орудий и они перебросили все орудия на сторону, с которой вели огонь) ... Слава Богу, обстрел с джонок оказался недостаточно подавляющим, иначе рассказывать эту историю было бы некому. Первый залп всем бортом (из 19 орудий) пришёлся по нашему грот-парусу. Я могу уверить вас, что это не было приятным.   
Оригинальный текст (англ.)The Junks then triced up their Boarding nettings, and came into action with us at half pistol shot; our guns were well served with grape and round shot; the first shot we gave them they opened a tremendous and well directed fire upon us, from all their Guns (each Junk had 10 Guns, and they brought all these over on the side which we engaged them on) ... The Junk's fire, Thank God! was not enough depressed, or ... none would have lived to tell the Story.—19 of their Guns we received in [the] mainsail,—the first Broadside I can assure you was not pleasant.
— 

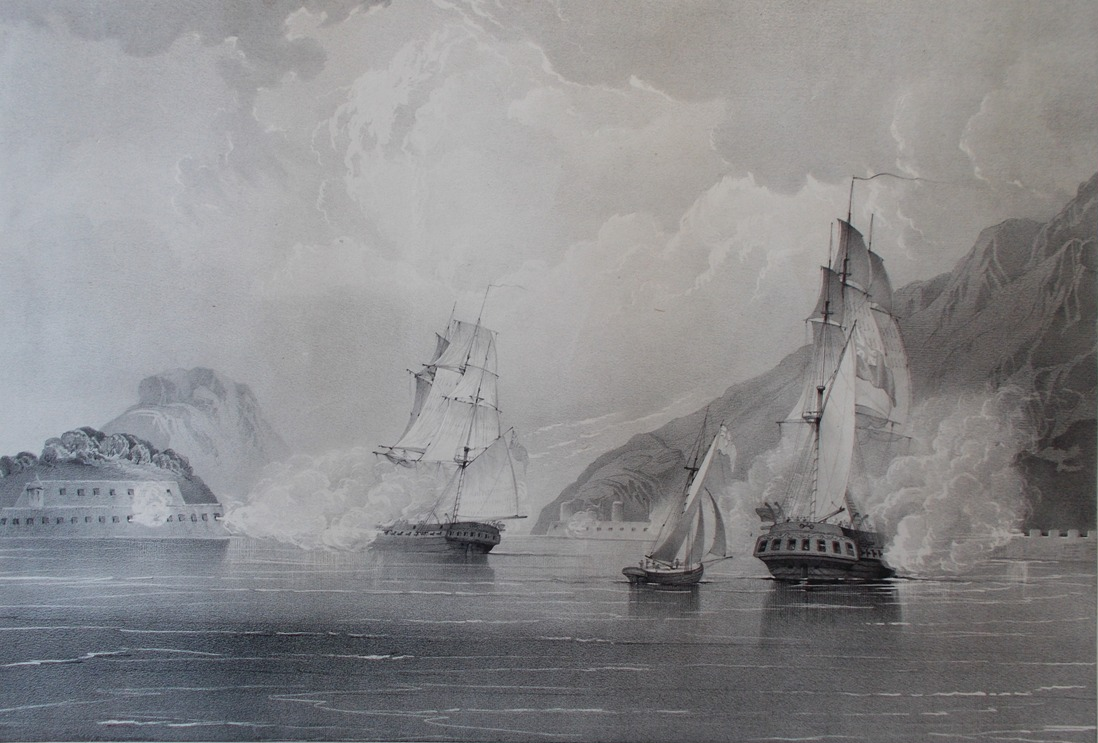
Куттер «Луиза в 1834 году

В 3.45 пополудни к обстрелу с джонок присоединились береговые батареи. К 4.30 пополудни «Луиза» уже выпустила 104 ядра. Исчерпав боезапас, британцы отвели корабли и отправили пинас за помощью. Джонки стали преследовать отходящие британские корабли, «Пирл» по размерам был с половину джонки а «Луиза» - с четверть. Пополнив боезапас, обе лодки снова вступили в бой с джонками. Элмсли отметил:  

Джонки немедля ринулись за «Луизой» и в 4.45 пополудни подошли к английским кораблям. Мы поставили судно, так, чтобы они оказались на правом траверзе а «Пирл» с левой стороны носа и дали по ним три таких бортовых залпа, что каждая верёвка на их судах заколыхалась. На четвёртый раз мы зарядили пушки картечью и дали залп по их орудиям. Послышался ужасный вопль, но это меня не испугало. Этот день стал первым, когда я пролил человеческую кровь, и я надеюсь, что он будет последним.     
Оригинальный текст (англ.)The junks immediately made sail after the Louisa and at 4:45 [pm] they came up with the English vessels. We hove the vessel in stays on their starboard Beam, and the 'Pearl' on the larboard [portside] Bow of the van Junk, and gave them three such Broadsides that it made every Rope in the vessel grin again.—We loaded with Grape the fourth time, and gave them gun for gun.—The shrieking on board was dreadful, but it did not frighten me; this is the very first day I ever shed human blood, and I hope it will be the last.
— 
Тем временем к британцам прибыла подмога, в том числе баржа с корабля «Кембридж» (Cambridge) Ост-индской компании под командованием капитана Джозефа Абрахама Дугласа с 18 моряками на борту. В ходе новой фазы боя джонки отошли на свои прежние позиции. Бой закончился патом. Позже прибыл «Воладж» (The Volage), усилив британский отряд из бронированных лодок, но наступившая ночь положила конец бою. На следующее утро джонки ушли. Мандарины предложили «не приставать» и Эллиот отказался от продолжения конфликта. Всего три британца были ранены, Дуглас был ранен в мякоть руки, но двое остальных получили более серьёзные ранения. Лин доложил о двоих убитых и шестерых раненых китайцах.

## Послесловие
Вечером Эллиот и Смит обсуждали возможность уничтожения трёх джонок и отправления людей для уничтожения батареи на следующий день, но Смит согласился с рекомендацией Эллиота отказаться от этого плана. Эллиот заявил, что атака разрушит деревню и вызовет «большой вред и гнев» жителей. В письме к торговцу Джеймсу Мэтисону от 5 сентября. Эллиот считал, что британскому военному кораблю будет неприлично уничтожать китайские джонки, и не знал, что его «бедный куттер» будет делать под их батареями. Он писал: 

Возможно, мне вообще не следовало поднимать стрельбу, но у каждого есть пределы терпения, а моё терпение подверглось жестокому испытанию. Боюсь, что разочаровал пылкий боевой дух людей, но я посчитал, что сделал достаточно и могу отойти.    
Оригинальный текст (англ.)Perhaps I ought not to have fired at all but every man's patience has limits and mine has been sorely tried. I am afraid I have disappointed the men's ardent spirits here but I believe I have done well to refrain. 
— 
В этот же день он отправил письмо на берег, с заявлением:   

Английский народ не желает ничего, кроме мира, но они не могут быть отравлены и не могут голодать. Англичане не желают приставать или мешать имперским крейсерам, но они не должны препятствовать продажам [продовольствия] для людей. Лишать людей продовольствия является однозначно недружелюбным и враждебным актом.      
Оригинальный текст (англ.)The men of the English nation desire nothing but peace; but they cannot submit to be poisoned and starved. The Imperial cruizers they have no wish to molest or impede; but they must not prevent the people from selling. To deprive men of food is the act only of the unfriendly and hostile. 
— 
На следующий день американский капитан Роберт Беннет Форбс описал происшедшее событие в письме к своей жене:

Услышав пальбу, я приказал команде сесть на вёсла и мы обошли мыс, чтобы я мог поглядеть в подзорную трубу на всю эту потеху. Многие корабли послали свои вооружённые лодки, а фрегат шёл туда, чтобы защитить их. Я держался в стороне от происходящего, не желая впутываться в эту драку.      
Оригинальный текст (англ.)Hearing the firing I took a small fast pulling [rowing] gig and went round a point of land with my long spy glass to see the fun, while many ships sent their armed boats, & the frigate got underway to protect them, it was quite a farce - I kept a mile off not intending to mix up in this quarrel. 
— 
Британцы смогли раздобыть провизию после стычки, хотя она немного подорожала. Английский синолог Артур Уейли полагает, что учитывая коррупцию, которой был поражён гуаньдуньский флот, экипажи китайских патрульных лодок пытались получить мзду с крестьян, предлагая им закрыть глаза на их торговлю во время эмбарго. Поскольку требуемые суммы были больше той, что они собирались платить, эмбарго поддерживалось, и британцы не могли получать продовольствие. Но после боя у китайцев пропало желание рисковать новой конфронтацией и они стали принимать небольшую мзду от крестьян, из-за чего продовольствие вновь стало доступным, но цена стала немного выше. Китайский командир Ли отправил фальшивый доклад о сражении, заявив, что потопил двухмачтовый английский корабль и нанёс британцам потери в 40-50 человек. Это был первый из китайских докладов, позднее названных «шестью разгромными ударами» по британскому флоту. Эти доклады были сфабрикованы и в ходе войны повторялись неверные официальные сообщения о событиях.     
Уэйли объясняет появление таких докладов у китайцев тем, что за любым боестолкновением, успешным или нет, сопровождалось борьбой в официальном докладе для трона за шанс получить награду, продвижение по службе или другое поощрение. Число предполагаемых потерь, нанесенных противнику, часто основывалось на том, что, по мнению офицеров, могло дать им право на награду, которую они имели в виду. Хотя Линь отправил императору Даогуанe фальшивые доклады командира Ли, Уэйли отмечает, что неясно, насколько Линь был осведомлён о неточности, поскольку британцы и китайцы считали его человеком необычайной честности. Этот доклад стал первым в серии докладов, полученных императором, только в 1841 году он узнал, что власти Кантона систематически обманывают его насчёт событий войны. Император приказал губернатору провинции Гуанси Ляну Чан-чу посылать ему правдивые доклады о событиях в Кантоне, отметив что поскольку Гуанси является соседней провинцией Лян должен получать независимые доклады. Он предупредил Ляна, что сможет проверить его сведения благодаря тайным запросам в других местах.